# Långtjärnen (Kils socken, Närke)
Långtjärnen är en sjö i Örebro kommun i Närke och ingår i Norrströms huvudavrinningsområde. Sjön har en area på 0,0715 kvadratkilometer och ligger 205,3 meter över havet.

## Delavrinningsområde
Långtjärnen ingår i det delavrinningsområde (659071-145517) som SMHI kallar för Utloppet av Rammsjön. Medelhöjden är 213 meter över havet och ytan är 9,58 kvadratkilometer. Det finns inga avrinningsområden uppströms utan avrinningsområdet är högsta punkten. Kvarnbäcken som avvattnar avrinningsområdet har biflödesordning 5, vilket innebär att vattnet flödar genom totalt 5 vattendrag innan det når havet efter 231 kilometer. Avrinningsområdet består mestadels av skog (82 procent). Avrinningsområdet har 1,17 kvadratkilometer vattenytor vilket ger det en sjöprocent på 12,2 procent.